# Sector de Desarrollo de las Telecomunicaciones de la UIT
El Sector de Desarrollo de las Telecomunicaciones de la UIT (UIT-D), es el órgano permanente de la Unión Internacional de Telecomunicaciones (UIT) creado para contribuir a difundir un acceso equitativo, sostenible y asequible a las telecomunicaciones y, de este modo, fomentar un mayor desarrollo económico y social. Con sede en la ciudad de Ginebra, Suiza, fue creado en 1992 tras la reestructuración de la UIT propuesta en la Conferencia Adicional de Plenipotenciarios de ese mismo año.
La Oficina de Desarrollo de las Telecomunicaciones (TDB, por sus siglas en inglés Telecommunication Development Bureau) es el órgano ejecutivo del UIT-D. Se estableció tras la Conferencia de Plenipotenciaros de 1989 en Niza, Francia, en la que se reconoció la importancia de que la UIT ofreciera asistencia técnica a los países en vías de desarrollo. Con la reestructuración del UIT quedó incluida dentro del UIT-D.

## Función principal
El UIT-D se creó para contribuir a difundir un acceso equitativo, sostenible y asequible a las tecnologías de la información y la comunicación (TIC), a fin de estimular un mayor desarrollo social y económico.
Para responder a las dificultades que plantea el rápido crecimiento de las TIC, el UIT-D promueve un entorno normativo y comercial adecuado a través de herramientas que promueven innovaciones y un mercado de las telecomunicaciones más eficaz. Además, a través de numerosas iniciativas técnicas y de políticas de formación en todo el mundo, contribuye a la creación de generaciones capacitadas para el uso de las TIC, prestando especial atención a grupos con necesidades específicas, como los jóvenes, las mujeres y las personas discapacitadas.
El UIT-D ocupa una posición privilegiada entre los gobiernos y las empresas del sector privado interesados en constituir nuevas asociaciones para el desarrollo, descubriendo oportunidades para colaboraciones que sean favorables para todos los participantes y estableciendo vínculos entre socios exteriores y especialistas de la UIT, a fin de garantizar el éxito en la ejecución de los proyectos.
En el UIT-D participan poderes públicos y organizaciones reguladoras de las telecomunicaciones, operadores de redes, fabricantes de equipos, conceptores de material y programas informáticos, organizaciones regionales de normalización e instituciones financieras.

## Organización
Los prioridades y acciones concretas para el desarrollo de los objetivos del UIT-D se definen en la Conferencia Mundial de Desarrollo de las Telecomunicaciones (CMDT), que se celebra cada cuatro años, en el llamado Plan de Acción de la CMDT. Entre varias CMDT, el UIT-D es asesorado por el Grupo Asesor de Desarrollo de las Telecomunicaciones (GADT) en lo que respecta a la implementación del Plan de Acción de la CMDT.
El UIT-D está integrado por dos Comisiones de Estudio cuyo mandato deriva de la CMDT y que constituyen un foro neutral en el que los gobiernos y la industria abordan los temas prioritarios que se plantean para el Sector. En ambas Comisiones pueden participar y presentar contribuciones los Estado Miembros, los Miembros del Sector y los Asociados del UIT-D.
La Comisión de Estudio 1 se encarga de las estrategias y políticas para el desarrollo de las telecomunicaciones
La Comisión de Estudio 2 se encarga del desarrollo y gestión de los servicios y redes de telecomunicaciones, y aplicaciones de las TIC.

## Presencia Regional
El UIT-D gestiona una red de oficinas de la BDT en cinco regiones, con la idea de poder colaborar lo más estrechamente posible con sus miembros y ajustar sus actividades para atender a las cada vez mayores y diversas necesidades del mundo en desarrollo y de los países menos adelantados. 
Estas oficinas ayudan a los países en vías de desarrollo a encaminarse hacia sus metas de desarrollo TIC. Aparte de proporcionar este apoyo técnico y logístico, desempeñan las funciones básicas del Sector de Desarrollo, como órganos especializados y ejecutivos, movilizadores de recursos y centros de información. 
A continuación se muestra un esquema con la división de las oficinas:

## Actividades esenciales
Las actividades esenciales del UIT-D y de la BDT se dividen en dos grandes grupos: políticas y estrategias, y proyectos e iniciativas:
- Actividades políticas y estrategias: A su vez se subdividen en cuatro grupos:
  - Entorno reglamentario y del mercado: Son actividades centradas en ayudar a los Estados miembros y a los organismos reguladores nacionales a idear y establecer un entorno que promueva un marco político, jurídico y reglamentario transparente, favorable a la competencia y predecible, para estimular la inversión y promover un acceso universal, ubicuo y asequible a las TIC
  - Información y estadísticas comerciales: El UIT-D provee de estadísticas detalladas sobre las TIC, que se usan para analizar las tendencias nacionales, regionales e internacionales dicha materia. Estos análisis se difunden en diferentes informes, como el Informe sobre el Desarrollo Mundial de las Telecomunicaciones.
  - Creación de capacidades humanas: el UIT-D ayuda a los países en desarrollo a fortalecer sus capacidades humanas, institucionales y de organización en TIC, gracias a los Centros de Excelencia regionales, a una red mundial de Centros de Capacitación en Internet y al centro de ciberaprendizaje de la UIT
  - Aplicaciones de las TIC y ciberseguridad: El UIT-D cuenta con un programa especializado para ayudar a los países en desarrollo a reducir la brecha digital, promoviendo la utilización de redes, servicios y aplicaciones basados en las TIC. Entre otras actividades prioritarias en este campo, hay que señalar la contribución al desarrollo y el fomento del carácter plurilingüe de Internet, el despliegue de telecentros comunitarios y el diseño de ciberestrategias nacionales. Además, ha elaborado la ITU Global Cybersecurity Agenda, un programa de trabajo detallado para ayudar a los países en desarrollo a elaborar e implementar estrategias nacionales de ciberseguridad y protección de las infraestructuras esenciales de información.

- Proyectos e iniciativas: A su vez se subdividen en cuatro grupos:
  - Implementación de proyectos: Debido a sus conocimientos especializados en la formulación de documentos de proyectos y a su experiencia en la gestión, supervisión y evaluación de los mismos, el UIT-D desarrolla y ejecuta proyectos TIC en favor del desarrollo.
  - Tecnología de telecomunicación y desarrollo de redes: El UIT-D ayuda a los Estados miembros y a los Miembros de Sector de los países en desarrollo a maximizar la utilización de sus infraestructuras de nuevas tecnologías.
  - Programas especiales para los países menos adelantados, los pequeños estados insulares en desarrollo y las telecomunicaciones de emergencia: La UIT-D presta asistencia a grupos específicos marginados de la sociedad de la información y muy vulnerables ante las catástrofes naturales.
  - Iniciativas especiales: son iniciativas especiales para prestar asistencia especial en el campo de las TIC a grupos con necesidades particulares. Tenemos iniciativas de Género, Niños y jóvenes, Pueblos indígenas y comunidades, Personas con discapacidades y Comunidades que viven en áreas alejadas/aisladas.